# Beyond Fear (album)
Beyond Fear est le premier album studio du groupe de heavy metal britannique portant le même nom.
L'album est sorti le 8 mai 2006 sous le label SPV Records.

## Composition
- Tim "Ripper" Owens - Chant
- John Comprix - Guitare
- Dwane Bihary - Guitare
- Dennis Hayes - Basse
- Eric Elkins - Batterie

## Liste des morceaux
1. Scream Machine – 5:33
2. And... You Will Die – 3:53
3. Save Me – 3:57
4. The Human Race – 3:36
5. Coming At You – 3:14
6. Dreams Come True – 4:42
7. Telling Lies – 3:21
8. I Don't Need This – 3:30
9. Words Of Wisdom – 3:47
10. My Last Words – 3:24
11. Your Time Has Come – 4:49
12. The Faith – 3:38